# ژان درویل
ژان درویل (انگلیسی: Jean Dréville; ۲۰ سپتامبر ۱۹۰۶ – ۵ مارس ۱۹۹۷) کارگردان فیلم اهل فرانسه بود.
از فیلم‌های او می‌توان به آخرین موهیکان اشاره کرد.